# تشارلز (لاعب كرة قدم مواليد 1985)
تشارلز (بالبرتغالية: Charles Fernando Basílio da Silva‏) هو لاعب كرة قدم برازيلي في مركز الوسط، ولد في 14 فبراير 1985 في ريو دي جانيرو في البرازيل. لعب مع أنطاليا سبور ولوكوموتيف موسكو ونادي الرائد ونادي بالميراس ونادي سانتوس ونادي كروزيرو.

## وصلات خارجية
- تشارلز (لاعب كرة قدم مواليد 1985) على موقع اتحاد تركيا (لاعب) (الإنجليزية)
- تشارلز (لاعب كرة قدم مواليد 1985) على موقع قاعدة بيانات كرة القدم.إي يو (الإنجليزية)
- تشارلز (لاعب كرة قدم مواليد 1985) على موقع Soccerway.com (الإنجليزية)
- تشارلز (لاعب كرة قدم مواليد 1985) على موقع عالم كرة القدم.نت (الإنجليزية)
- تشارلز (لاعب كرة قدم مواليد 1985) على موقع AS.com (الإسبانية)